# Zvučna alveolarna afrikata
Zvučna alveolarna afrikata ili zvučna alveolarna sibilantna afrikata suglasnik je koji postoji u mnogim jezicima, a u međunarodnoj fonetskoj abecedi za njega rabi simbol [d͡z].
Glas se u hrvatskome standardnom jeziku pojavljuje samo kao alofon glasa /t͡s/ pred zvučnim suglasnicima (primjerice, policajac bi [polit͡sajad͡z‿bi]). Postoji u mnogim svjetskim jezicima poput mađarskog, istočnog armenskog, bjeloruskog i dr.
Karakteristike su:
- po načinu tvorbe jest afrikata
- po mjestu tvorbe jest alveolarni suglasnik
- po zvučnosti jest zvučan.